# Osiride vegetante

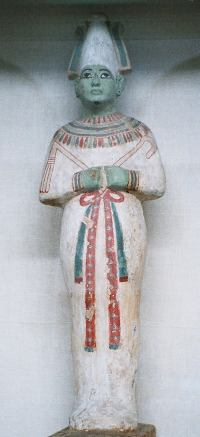
Statuetta di Osiride

Osiride vegetante anche conosciuto come "Grano delle mummie" era una pratica funeraria già in uso nella XVIII dinastia simboleggiante il ciclo di Osiride che come dio della vegetazione moriva durante la piena del Nilo, rimaneva sepolto sotto il fango come il grano seminato e rinasceva alla fine in primavera.
L'aggettivo "vegetante" scaturiva dalla natura divina come dio della fertilità dei campi ma era anche chiamato " verdeggiante" così come indicato nell'Aegyptiaca di Manetone, nel Canone di Torino e nei Testi delle piramidi dove Osiride era detto "Il Grande Verde" e come raffigurato nelle pitture murali funerarie dove la sua pelle è di questo colore. 
Il rito consisteva in uno stampo a forma di statuetta mummiforme che veniva deposto insieme al corredo funerario nelle tombe dell'Antico Egitto durante il Nuovo Regno. Era composto da due sagome (una per la parte anteriore l'altra per quella posteriore) di argilla o legno che poi venivano riempite di fango e cereali, e talvolta avvolte in bende di lino. Dopo un certo tempo dalla deposizione nelle tombe, i cereali iniziavano a germogliare. Questa crescita quasi miracolosa del grano poteva esprimere, per gli iniziati, (il desiderio del)la nuova vita del defunto ed era legata al culto dei misteri di Osiride.

"Letto di Osiride", stampo in creta. Tra il 722 e il 332 a.C., Periodo tardo dell'Egitto. Museo Egizio, Torino.

Questa pratica funeraria prendeva origine dai "Letti di Osiride" che erano dei contenitori di legno riempiti di terra e seminati, generalmente allocati nei giardini in onore di Osiride durante la sua festività che si svolgeva al termine dell'esondazione del Nilo nel mese di khoiak.
Un'altra pratica propiziatoria che veniva effettuata prima della semina era quella di modellare con del limo il corpo mummiforme del dio e di piantarvi dei semi che germogliando avrebbero ricoperto di vegetazione la statua che veniva successivamente portata in processione sulla barca sacra del dio chiamata Neshmet.
Le statue di grano lasciano comprendere come la resurrezione dei defunti fosse una delle costanti caratteristiche e principio fondamentale della religione egizia.
Una leggenda è nata intorno a questi chicchi di grano che ritrovati nelle tombe, sarebbero germogliati dopo 3000 anni. In realtà, nel 1930 il British Museum fece esaminare questo grano: gli studiosi stabilirono senza alcun dubbio che i semi non erano più fertili e seminati ugualmente, si decomposero rapidamente.